# Gabard Fénélon
Gabard Fénélon (ur. 3 czerwca 1981 w Port-au-Prince) – haitański piłkarz występujący na pozycji bramkarza.

## Kariera klubowa
Fénélon karierę rozpoczynał w 2002 roku w zespole Racing FC Gônaïves. Spędził tam dwa sezony. Przez następne trzy grał w drużynie Racing Club Haïtien. W 2007 roku wyjechał do Stanów Zjednoczonych, gdzie przez jeden sezon reprezentował barwy zespołu Miami FC z ligi USL First Division, stanowiącej drugi poziom rozgrywek. Rozegrał tam 5 spotkań.
W 2008 roku Fénélon wrócił do Racing Club Haïtien. W 2009 roku został graczem kanadyjskiego St-Léonard FC. Następnie występował w drużynach ACP Montréal-Nord, Lakeshore SC oraz FC Lanaudière.

## Kariera reprezentacyjna
W reprezentacji Haiti Fénélon zadebiutował w 2003 roku. W 2007 roku został powołany do kadry na Złoty Puchar CONCACAF. Zagrał na nim w meczach z Gwadelupą (1:1), Kostaryką (1:1) i Kanadą (0:2), a Haiti zakończyło turniej na fazie grupowej.
W latach 2003–2008 w drużynie narodowej rozegrał 45 spotkań.